# Marian Bobran
Marian Bobran (ur. 3 stycznia 1933 w Biernatkach, zm. 17 lutego 2009 w Rzeszowie) – polski filolog specjalizujący się w filologii rosyjskiej i językoznawstwie; nauczyciel akademicki związany z Wyższą Szkołą Pedagogiczną w Rzeszowie i jej rektor w latach 1987–1990.

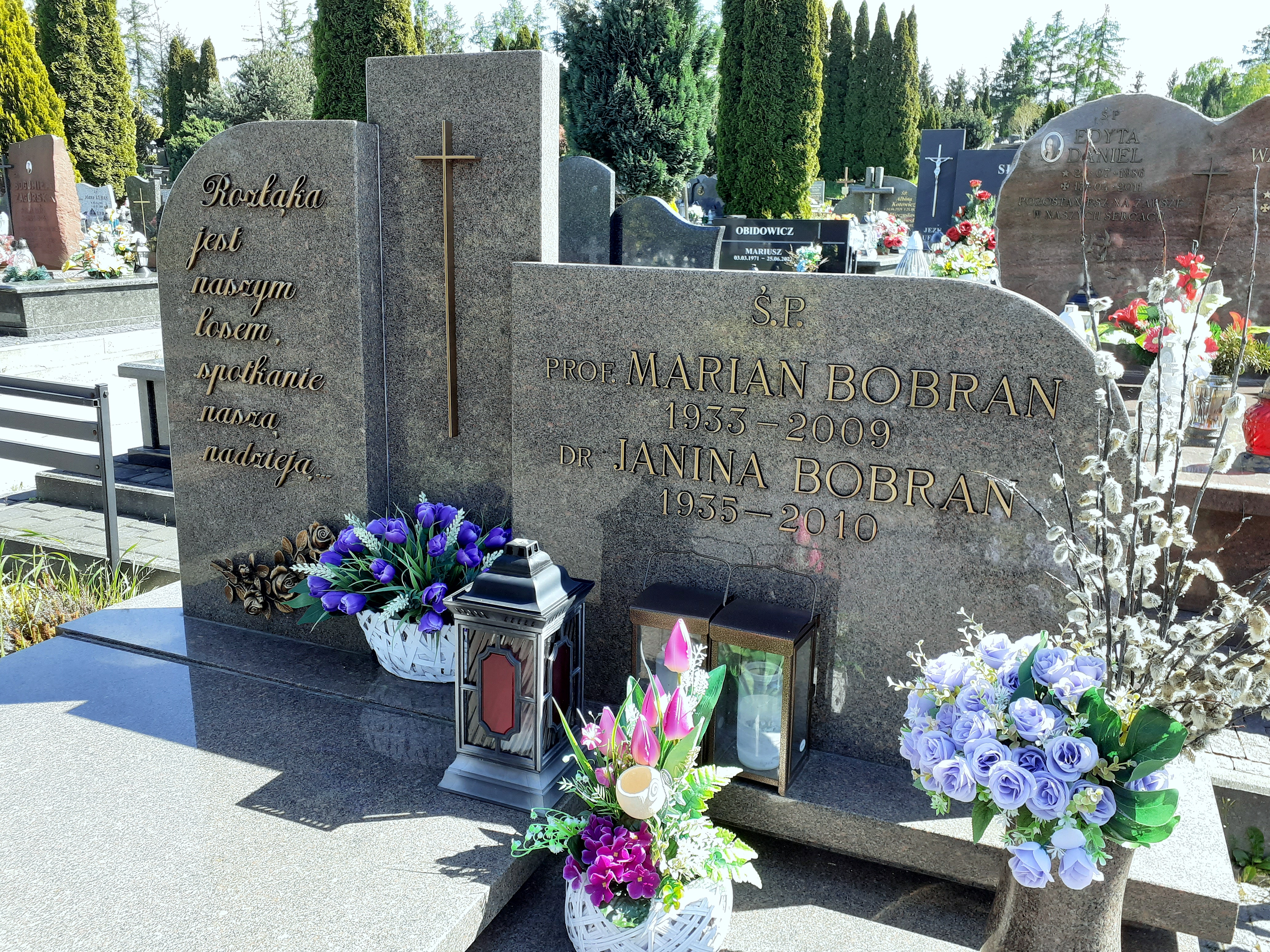
Grobowiec Janiny i Mariana Bobranów

## Życiorys
Urodził się w 1933 w Biernatkach k. Augustowa, w rodzinie Bronisława i Anny Bobran. W 1940 roku wraz z rodziną został wywieziony na Syberię, skąd wrócił w 1946 już po zakończeniu II wojny światowej. Po ukończeniu Liceum Pedagogicznego w Ełku i pomyślnie zdanym egzaminie maturalnym podjął studia rusycystyczne na Uniwersytecie Warszawskim, które ukończył w 1957 magisterium. Stopień naukowy doktora nauk humanistycznych uzyskał w 1973 na Uniwersytecie Łódzkim, a w 1979 przeszedł pomyślnie przewód habilitacyjny. Tytuł profesora nadzwyczajnego otrzymał w 1988, a w 1995 został profesorem zwyczajnym.
W 1971 rozpoczął pracę jako magister w Wyższej Szkole Pedagogicznej w Rzeszowie w Katedrze Filologii Rosyjskiej, przechodząc tam przez wszystkie szczeble awansu naukowego. Poza działalnością naukowo-dydaktyczną angażował się także w sprawy społeczno-organizacyjnej rzeszowskiej Wyższej Szkoły Pedagogicznej. W latach 1974–1976 był prodziekanem, a następnie od 1976 do 1978 dziekanem Wydziału Filologicznego. Ponownie stanowisko to piastował w latach 1981–1984. Poza tym kierował Zakładem Języka Rosyjskiego (1978–1987) oraz był wieloletnim dyrektorem Instytutu Filologii Rosyjskiej (1981–2005). Za jego kadencji udało się uruchomić dwukierunkowe studia na filologii rosyjskiej, w połączeniu z licencjatem z anglistyki i germanistyki. Także powołano do życia w Instytucie Filologii Rosyjskiej Zakład Języka Angielskiego, który stał się zalążkiem przyszłego samodzielnego instytutu. Dwukrotnie pełnił urząd prorektora w latach 1979–1981 i 1984–1987. Od 1987 do 1990 sprawował funkcję rektora.
Od 26 kwietnia 1956 należał do Polskiej Zjednoczonej Partii Robotniczej. W latach 70. pełnił funkcję członka i sekretarza ds. nauki Komitetu Uczelnianego PZPR w WSP w Rzeszowie. Był radnym Wojewódzkiej Rady Narodowej w Rzeszowie.
Poza działalnością na uczelni aktywnie uczestniczył w pracach różnych organizacji naukowych. Był m.in. członkiem Polskiego Towarzystwa Językoznawczego, Polskiego Towarzystwa Rusycystycznego, Komitetu Słowianoznawstwa Polskiej Akademii Nauk, Rady Naukowej Instytutu Słowianoznawstwa PAN, Zespołu Ekspertów ds. Filologii Obcych przy Ministerstwie Edukacji Narodowej oraz Międzynarodowej Asocjacji Wykładowców Języka i Literatury Rosyjskiej.
Był mężem dr Janiny Bobran (1935–2010).
Zmarł nagle 17 lutego 2009 w Rzeszowie, pochowany na cmentarzu komunalnym Wilkowyja (sektor 78-11-29_30).

## Dorobek naukowy
Marian Bobran zajmował się współczesnym językoznawstwem slawistycznym, prowadząc badania typologiczno-konfrontatywne. Głównie interesował się składnią polską i rosyjską. Opublikował blisko 100 prac, w tym 12 monografii, 4 skrypty, ponad 60 artykułów i recenzji, redagował 15 prac zbiorowych. Był współautorem skryptu do gramatyki opisowej języka rosyjskiego. To wydawnictwo stanowi jego znaczący wkład w osiągnięcia nie tylko rusycystyki rzeszowskiej, ale także rusycystyki polskiej. Stworzył rzeszowską szkołę językoznawstwa porównawczego. Do jego najważniejszych publikacji należą:
- Wstęp do językoznawstwa, Rzeszów 1989,
- Kontakty językowe polsko-wschodniosłowiańskie, Rzeszów 1995,
- Semantyka trybu składniowego języka polskiego i rosyjskiego, Rzeszów 1996.

## Ordery i odznaczenia
- Krzyż Kawalerski Orderu Odrodzenia Polski (1985)
- Złoty Krzyż Zasługi (1975)
- Srebrny Krzyż Zasługi
- Medal Komisji Edukacji Narodowej (1977)
- Odznaka tytułu honorowego „Zasłużony Nauczyciel PRL” (1989)

Źródło:.

## Nagrody i wyróżnienia
- Nagroda Ministra Nauki, Szkolnictwa Wyższego i Techniki[3]
- Wpis do „Księgi zasłużonych dla województwa rzeszowskiego” (1989)[4]

## Upamiętnienie
18 lutego 2013 Sali dydaktycznej 306 w Katedrze Filologii Rosyjskiej Uniwersytetu Rezszowskiego nadano imię prof. dra hab. Mariana Bobrana.